# Сьвідеркі
Сьвідеркі (пол. Świderki) — село в Польщі, у гміні Войцешкув Луківського повіту Люблінського воєводства.
Населення — 562 особи (2011).
У 1975-1998 роках село належало до Седлецького воєводства.

## Демографія
Демографічна структура станом на 31 березня 2011 року:
|          | Загалом | Допрацездатний вік | Працездатний вік | Постпрацездатний вік |
| -------- | ------- | ------------------ | ---------------- | -------------------- |
| Чоловіки | 288     | 68                 | 198              | 22                   |
| Жінки    | 274     | 59                 | 167              | 48                   |
| Разом    | 562     | 127                | 365              | 70                   |